# إريك الكسندر
اريك الكسندر (بالإنجليزية: Eric Alexander)‏ هو لاعب كرة قدم أمريكية أمريكي، ولد في 8 فبراير 1982 في تايلر في الولايات المتحدة.

## وصلات خارجية
- إريك الكسندر على موقع مرجع كرة القدم المحترفة.كوم (الإنجليزية)